# Roquebrune (Gers)
Roquebrune – miejscowość i gmina we Francji, w regionie Oksytania, w departamencie Gers.
Według danych na rok 1990 gminę zamieszkiwało 197 osób, a gęstość zaludnienia wynosiła 11 osób/km² (wśród 3020 gmin regionu Midi-Pireneje Roquebrune plasuje się na 866 miejscu pod względem liczby ludności, natomiast pod względem powierzchni na miejscu 637).